# Heero Yui
Heero Yui (ヒイロ ユイ?, Hiiro Yui) è un personaggio immaginario, protagonista della serie anime Gundam Wing e del suo adattamento a fumetti, in Italia pubblicato da Panini Comics.

## Personaggio
Il ragazzo si fa chiamare come il leader pacifista delle colonie, Heero Yui. Il suo vero nome non è mai rivelato, e, nel manga prequel Mobile Suit Gundam Wing: Episode Zero, scopriamo che il padre adottivo, Odin Lowe, è colui che uccise l'originale Heero Yui. Nel gruppo dei piloti di Gundam, il numero del protagonista è lo 01.
Heero è nato e cresciuto sulla colonia Cluster L1, dove è stato addestrato al combattimento. Freddo e solitario, è talmente ligio al proprio dovere che, messo alle strette, non esiterebbe a suicidarsi (difatti sceglie di autodistruggersi, piuttosto che consegnarsi ad OZ), ragion per cui preferisce agire da solo. Questa filosofia gli è stata insegnata dal suo mentore e padre adottivo Odin. Tuttavia, Heero cambia molto nel corso della storia, e il suo senso del dovere lascerà pian piano spazio ad un carattere più umano. Si vede, per esempio, in Endless Waltz, dove il personaggio si chiede quante volte dovrà ancora uccidere per poter trovare pace, riferendosi al ricordo secondo cui, durante una sua missione, rimase coinvolta e perse la vita una bambina che il giorno prima gli aveva regalato un fiore. Questa trasformazione si nota ancora dinnanzi all'ultima "vittima" di Heero: Mariemaia Kushrenada, a cui il nonno, Deikim, ha sparato, dopo che ella aveva capito di essere solo una pedina; il giovane si offre di porre fine al suo dolore, ma sparerà solo a salve alla ragazzina, che sarà successivamente salvata da lady Une. Il gesto, unito allo sforzo fisico della battaglia sostenuta in superficie, farà svenire il protagonista, che dirà che quella sarà l'ultima volta che uccide qualcuno, prima che Relena lo abbracci e lo conforti.
Il suo Gundam è il Gundam Wing (Ala di Fuoco nel doppiaggio italiano), ma in seguito piloterà il Wing Zero (Uccello di Fuoco nel nostro Paese) e, seppure per poco tempo, l'Epyon donatogli da Treize Kushrenada.
Il suo maggior rivale è Zechs Marquise, alias Milliardo Peacecraft, con cui si scontrerà più volte nel corso della serie, e con il quale ha un rapporto di ammirazione reciproca.
Al suo arrivo sulla Terra, Heero viene trovato dalla giovane Relena Darlian, figlia del vice-ministro degli esteri (si scoprirà in seguito essere la sorella minore di Zechs, Relena Peacecraft). All'inizio, tenterà di ucciderla, ma poi deciderà di proteggerla per sempre. Sia nel manga che nell'anime, si può seguire come il loro rapporto si evolva di giorno in giorno, mostrando che tra i due vi è un sentimento molto forte. Un esempio di ciò lo si ha nel OAV Endless Waltz, dove il protagonista si reca in Benelux per salvare la ragazza da Mariemeia Kushrenada e da Deikim Barton.
Pur non avendo un legame molto stretto con alcuno dei suoi compagni, il pilota del Gundam Wing si vede spesso in missione con Duo (che caratterialmente è il suo esatto opposto) e Trowa, il quale gli ha salvato la vita dopo che Heero aveva tentato di autodistruggersi. All'inizio dell'OAV, viene detto che il protagonista e Trowa sono stati i primi a liberarsi dei Gundam per tagliare i ponti col loro passato.
Non è chiaro cosa faccia Heero dopo la fine dell'OAV: lo vediamo ascoltare un discorso di Relena, nascosto da una tenda sopra una balconata, per poi incamminarsi diretto chissà dove. È probabile che rimanga al fianco di Relena per proteggerla.
Oltre ad essere un eccellente pilota, Heero è anche un ottimo atleta e cecchino, e possiede una forte resistenza al dolore, merito del suo addestramento; nell'episodio 33, si dimostra pure un discreto spadaccino. È inoltre un abile hacker, difatti lo si vede nel primo episodio introdursi nel computer dell'Istituto Saint Gabriel (la stessa scuola frequentata da Relena) per introdurre i dati relativi alla sua iscrizione.